# Sentou Shoujo: Chi no Tekkamen Densetsu
Sentou Shoujo: Chi no Tekkamen Densetsu (戦闘少女 血の鉄仮面伝説, Sentō Shōjo: Chi no Tekkamen Densetsu) é um filme japonês de 2010, escrito e dirigido por Noboru Iguchi.

## Elenco
- Yumi Sugimoto - Rin
- Yuko Takayama - Rei
- Suzuka Morita - Yoshie
- Kanji Tsuda - Pai da Rin
- Maiko Ito - Sayuri, Mãe da Rin
- Tak Sakaguchi - Kisaragi
- Asami - Mulher Samurai
- Kentaro Shimazu - Nonagase
- Naoto Takenaka - Ministro da Defesa Koshimizu Hiroaki
- Miyu Wagawa - Tadokoro Mina
- Rie Hayasaka - Sumire
- Naoi Nagano - Chiako
- Cay Izumi - Sachie
- Maki Mizui - astro-mutant